# Rejsegilde
 Der er for få eller ingen kildehenvisninger i denne artikel, hvilket er et problem. Du kan hjælpe ved at angive troværdige kilder til de påstande, som fremføres i artiklen.

 Denne artikel omhandler overvejende eller alene danske forhold. Hjælp gerne med at gøre artiklen mere almen.
Rejsegildet er den fest, som bygherren holder for håndværkere, arkitekt og teknikere, når murene står færdige, bjælkelaget er lagt og tagkonstruktionen rejst. Så anses bygningen for at være etableret, også selv om der endnu mangler meget, før det er klar til at blive taget i brug efter hensigten. Rejsegildet holdes på byggepladsen og traktementet er ofte beskedent: øl og pølser er gerne det væsentlige. Med til gildet hører også, at man holder taler og skåler på husets sikkerhed og deltagernes velbefindende.
Nybygningen pyntes med en stang med normalt en til tre kranse. Kransene er bundet af grønt og smykket med blomster eller kulørte bånd. Dannebrog ses ofte øverst på stangen. Kransene kan enten hænge vandret eller lodret. I den østlige del af landet hænger de oftest vandret.
Håndværksmestrene sørger for kransene, og bygherren bekoster gildet for alle, der har deltaget i byggeriet. Gildet holdes som regel om eftermiddagen som afslutning på arbejdsdagen. Man samles i nybygningen, hvor der serveres portvin og kransekage eller øl og smørrebrød. Under arrangementet taler både bygherre, arkitekt og mestre. Bl.a. afslutter man oftest talen med sætningen "Gid dette hus må bestå i så mange år, som dette glas går i skår" hvorefter man slår et glas itu mod et af husets vægge.
Skikken er behæftet med en del overtro. Ikke alene forventedes det, at bygherren bekostede gildet, det skulle også gå rigtigt til for at undgå dårlige varsler for fremtiden. Kransen måtte f.eks. ikke blæse ned. Undlod en bygherre at holde rejsegilde, kunne håndværkerne hævne sig på flere måder. Kransen blev f.eks. erstattet af tomme flasker og flaget af gamle cementsække. Ophængning af udstoppede dukker i menneskestørrelse, en såkaldt "død murer" var heller ikke ualmindeligt og bruges stadig. En anden slags "død murer" er indbygget i Sankt Olai Kirke i Helsingør: En indmuret tom flaske, som med sin tuden mindede husejeren om hans nærighed.